# Nardò Ring
De Nardò Ring, vlak bij Nardò in de provincie Lecce, Italië, is een testcircuit van Porsche.
Het circuit werd gebouwd in 1975 en wordt voornamelijk gebruikt voor hogesnelheidstesten. Het circuit is 12,6 km lang en geheel cirkelvormig. Doordat het circuit een hellingshoek heeft van 4% in de binnenbaan, oplopend tot 22,5% in de buitenbaan, kan de bestuurder zijn stuur op hoge snelheden recht houden en toch een rondje rijden. Dit werkt tot ongeveer 240 km/u, daarboven moet worden bijgestuurd.
Vooral Volkswagen lijkt dit circuit te gebruiken, zo testte de Duitse autofabrikant onder andere de Corrado, de Bugatti Veyron en de Volkswagen W12 op Nardò. Op het circuit werden verschillende records verbroken. Het algemene record voor de hoogste snelheid staat al sinds 1979 op naam van de Mercedes-Benz C111 IV, die een snelheid van 403,978 km/u bereikte. Het record voor productiewagens stond tot 2005 op naam van de McLaren F1. In dat jaar verbeterde de Koenigsegg CCR het oude record. In 2012 werd het circuit door Porsche gekocht van Prototipo Test.Ing.

## Records
- Algemeen - Mercedes-Benz C111 IV - 403,978 km/u (1979)
- Productiewagen - Koenigsegg CCR - 387,87 km/u (2005)
- Cabriolet - Porsche 911 Cabriolet T-6 9FF - 380,5 km/u (2006)
- Compacte middenklasse - Volkswagen Golf R32 HGP - 323,1 km/u (2006)
- Sedan - Maybach 57S Brabus - 330,6 km/u (2007)
- Station - Audi MTM RS6R - 344,2 km/u (2009)
- Motorfiets - Yamaha 750 OW 31 - 252,087 km/u (1985)[1]